# Asterina gracilispina
Asterina gracilispina är en sjöstjärneart som beskrevs av Hubert Lyman Clark 1923. Asterina gracilispina ingår i släktet Asterina och familjen Asterinidae. Inga underarter finns listade i Catalogue of Life.